# Jean-Baptiste Lemoine de Belle-Isle
Jean-Baptiste Lemoine de Belle-Isle est un homme politique français né le 12 juillet 1716 à Vernon et mort le 16 juin 1791 à Paris.
Il est le fils de Jean-Baptiste Lemoyne, maître de la chambre des comptes, aides et finances de Rouen, et de Geneviève Marguerite Le Roux.
Il épouse en 1745 Émilie Hélène Palerne, fille de Jean Joseph Palerne (1685-1765) trésorier du duc d'Orléans, secrétaire du roi (1720-1741), député du commerce de la ville de Lyon, et de Madeleine Clapeyron.
Lemoine de Belle-Isle est alors maître de la chambre des comptes, aides et finances de Rouen. Il sera ensuite "chancelier garde des sceaux, chef du Conseil et surintendant des finances, domaines et bâtiments" du duc d'Orléans (1785). 
En 1760, il acquiert du maréchal de Belle-Isle, gouverneur de la ville, le château des Tourelles, à Vernon.
Il est un des témoins du mariage de son neveu le banquier Laurent-Vincent Le Couteulx avec Fanny Pourrat, en 1785 à Noisy-Le-Grand.
Il est élu député de la noblesse aux états généraux de 1789 pour le bailliage de Chaumont-en-Vexin. Il rallie le tiers état et siège au comité des finances.